# Seconde bataille de Tchataldja
 (signalé en mai 2025).
Si vous disposez d'ouvrages ou d'articles de référence ou si vous connaissez des sites web de qualité traitant du thème abordé ici, merci de compléter l'article en donnant les références utiles à sa vérifiabilité et en les liant à la section « Notes et références ».
- Archive Wikiwix
- Bing
- Cairn
- DuckDuckGo
- E. Universalis
- Gallica
- Google
- G. Books
- G. News
- G. Scholar
- Persée
- Qwant
- (zh) Baidu
- (ru) Yandex
- (wd) trouver des œuvres sur Wikidata

Première guerre balkanique
La seconde bataille de Tchataldja s'est déroulée durant la première guerre balkanique, du 3 février 1913 au 3 avril 1913.

## Le contexte de la bataille
L'avancée de l'armée bulgare au début de la première guerre balkanique fut arrêtée par l'armée ottomane au niveau des fortifications ottomanes de Tchataldja, le 18 novembre 1912, première bataille de Tchataldja. Un cessez-le-feu de deux mois fut convenu le 3 décembre 1912 pour permettre les pourparlers de paix à Londres. L'armée bulgare en profita pour établir deux lignes de défense et établir un ordre de bataille le 4 janvier 1913 : la première ligne de défense devait simuler une retraite pour entraîner l'armée ottomane sur le gros des forces bulgares - qui étaient stationnées sur la seconde ligne de défense - et la couper, ainsi, de la seconde ligne ottomane. Le froid de l'hiver, les maladies et la malnutrition épuisait les troupes des deux côtés. Les négociations étaient au point mort, lorsque le coup d’État du 23 janvier 1913 ramena au pouvoir les Jeunes-Turcs du Comité union et progrès qui n'acceptaient, en aucun cas, une éventuelle perte de la ville d'Edirne. Les Jeunes-Turcs élaborèrent un plan pour briser le siège d'Edirne et reprendre toute la Thrace orientale. A l'expiration de l'armistice le 3 février 1913, les hostilités reprirent.

## Le déroulement de la bataille
La seconde bataille de Tchataldja fut une série de trois escarmouches majeures de la première guerre balkanique, constituées d'une série d'attaques et de contre-attaques.
Après l'échec des négociations de Londres et l'expiration de l'armistice, l'armée ottomane de Tchataldja passa à l'offensive le 5 février 1913. Son objectif était d'attirer dans la bataille le plus grand nombre possible de forces bulgares afin de faciliter l'offensive de l'armée de Gallipoli depuis Boulaïr. Elle commença par une manœuvre de diversion en attaquant sur le flanc nord du front ; ceci obligea le général bulgare Boyadjiév à y concentrer ses forces. Grâce à cette opération, les ottomans purent percer sur le flanc droit de la 10e division, dans la baie de Büyükçekmece, à la limite sud de la ligne de front. Malgré les renforts qu'elle reçut, le troupes bulgares furent contraintes de se retirer du village d'Arnavoutkoy. Elle exposa ainsi le flanc de la 4e division adjacente et la força à se replier également, le lendemain, sur la deuxième ligne de défense. Le 12 février 1913 et les jours suivants, les Ottomans tentèrent d'accentuer leur progression mais leurs tentatives furent repoussées. La contre-offensive prévue par les Bulgares n'a pas eu lieu, car le général Koutintchev estima que les premières lignes ottomanes ne s'étaient pas suffisamment éloignées de la ligne de fortifications dont l'artillerie lourde les protégeait. Une vague de froid et des tempêtes de neige provoquent l'affaiblissement des deux armées et la cessation des hostilités. L'armée ottomane avait réussi à repousser l'armée bulgare de 10 à 15 km mais sans débloquer le siège d'Edirne et sans reconquérir la Thrace orientale.
Une nouvelle attaque ottomane eut lieu du 16 mars 1913 au 19 mars 1913 : elle commença par des escarmouches dont le but était la reconnaissance. Le 18 mars 1913, les ottomans avancèrent sur plusieurs sections du front. Sur le flanc nord, la 9e division d'infanterie bulgare repoussa les assaillants sans pertes majeures. Sur le flanc sud, les combats furent plus acharnés : les Ottomans attaquèrent le long de la côte de la mer de Marmara en direction de Silivri mais ils furent stoppés à la hauteur d'Arab Tepe, par la 1re division d'infanterie bulgare. L'armée bulgare put ainsi conserver le contrôle de la Thrace orientale et sécuriser les arrières de la 2e armée qui assiégeait Edirne.
La troisième série d'opérations eut lieu du 24 mars 1913 au 31 mars 1913 : simultanément aux assauts contre la forteresse d'Edirne, l'armée bulgare 
lança, le 24 mars 1913, une attaque pour regagner les positions abandonnées plus tôt en février. Le 26 mars, les Ottomans furent repoussés au-delà de la rivière Karasou, à l'est de la ville de Tchataldja. Ce succès bulgare fut facilité par le fait que leur artillerie fut hors de portée des canons lourds ottomans de la ligne de fortifications de Tchataldja. Après une brève accalmie, les 28 et 29 mars, la 1re brigade de la 1re division bulgare attaqua la tête de pont dans la baie de Büyükçekmece, sur la mer de Marmara, qui avait été fortement fortifiée et renforcée en défenseurs. Grâce à une attaque de nuit, le 37e régiment bulgare parvient à s'emparer d'une partie des positions ottomanes à Arnavoutkoy, mais l'avancée des unités voisines fut stoppée à Fanasakris. Sans soutien d'artillerie suffisant, le régiment subit des tirs intenses de trois côtés et perdit près d'un quart de ses effectifs avant de battre en retraite. Après leur victoire à Arnavoutkoy, les Ottomans lancèrent une contre-offensive dans la région de Kumburgaz les 30 mars 1913 et 31 mars 1913, mais furent repoussés. La perte de la ville d'Edirne, le 26 mars 1913, à la suite d'un long siège, sapa le moral des Ottomans.
L'armée bulgare fut confrontée à de lourdes pertes à la suite des combats et d'une épidémie de choléra. Ces évènements entraînèrent une diminution de l'intensité des combats puis leur cessation le 14 avril 1913.

## Les suites de la bataille
Les Ottomans réussir à tenir la ligne fortifiée de Tchataldja mais ne parvinrent pas à repousser les forces bulgares. La perte d'Edirne, le 26 mars 1913, leva la principale objection ottomane à la conclusion de la paix à Londres le 30 mai 1913.

## Galerie

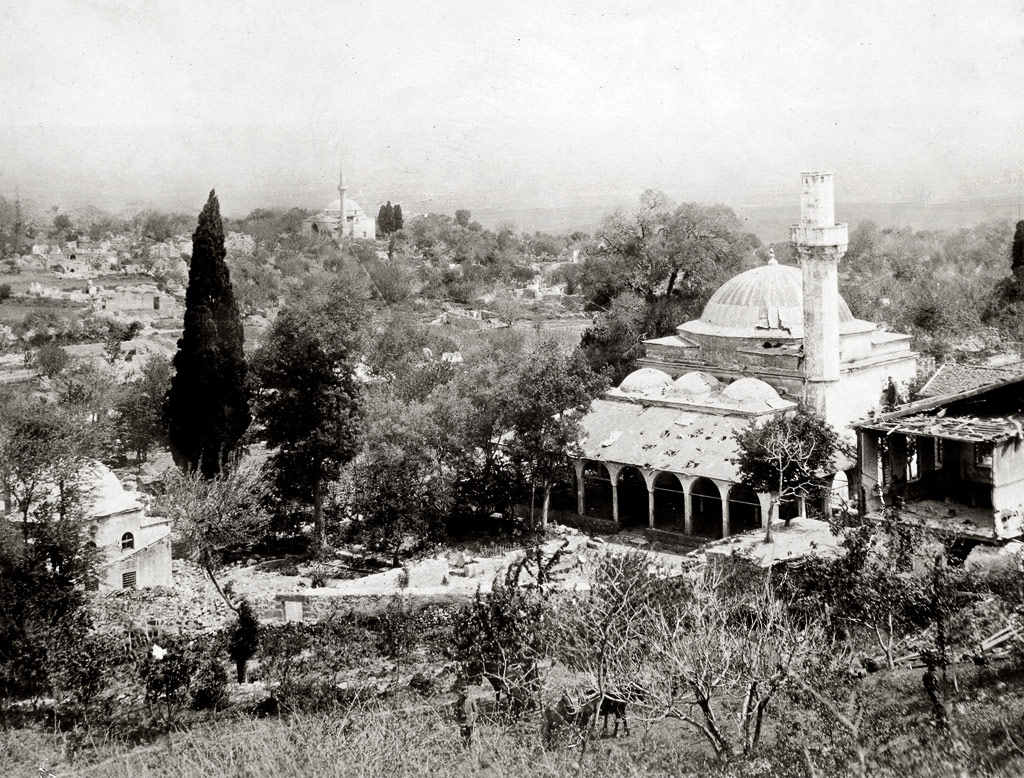
Tchataldja après la bataille